# C-130 Hercules
C-130 Hercules (укр. «Геркулес») — американський транспортний літак, розроблений фірмою Lockheed на початку 1950-х років. Станом на 2015 рік було випущено понад 2,5 тисячі літаків понад 60 модифікацій.
C-130 «Геркулес» є основним тактичним військово-транспортним літаком у повітряних силах багатьох країн. У цивільній авіації він також став найпоширенішим транспортним літаком середньої вантажності — C-130 «Геркулес» експлуатується в 65 країнах.
Екіпаж літака в базовій модифікації (C-130A) — чотири особи, дальність польоту з максимальним завантаженням — 5,2 тисячі кілометрів. Літак оснащений чотирма турбогвинтовими двигунами. «Геркулес» C-130A може перевозити 92 пасажири, понад 20 тон вантажу. Дальність польоту з вантажем 9 тон — понад 7,5 тисяч кілометрів.
«Геркулес» є основним елементом американської концепції мобільних повітряних ударних сил. Літак застосовується для великомасштабного перекидання військ і техніки, активно використовувався в різних військових конфліктах. Зокрема, в період конфлікту між Великою Британією та Аргентиною 1982 року C-130 у варіанті заправників використовували обидві протиборчі сторони.
На відміну від своїх найближчих аналогів — Ан-12 і Transall C-160, «Геркулес» продовжує будуватися серійно і має стійкий попит на світовому ринку. Літаки типу C-130 активно використовуються і в численних операціях з надання гуманітарної допомоги. Так, в 1993 році «Геркулеси» доправляли продукти і медикаменти для жителів мусульманських селищ в Боснії, для постачання гуманітарної допомоги вони застосовувалися і під час військової операції в Іраку.

## Основні характеристики базової модифікації

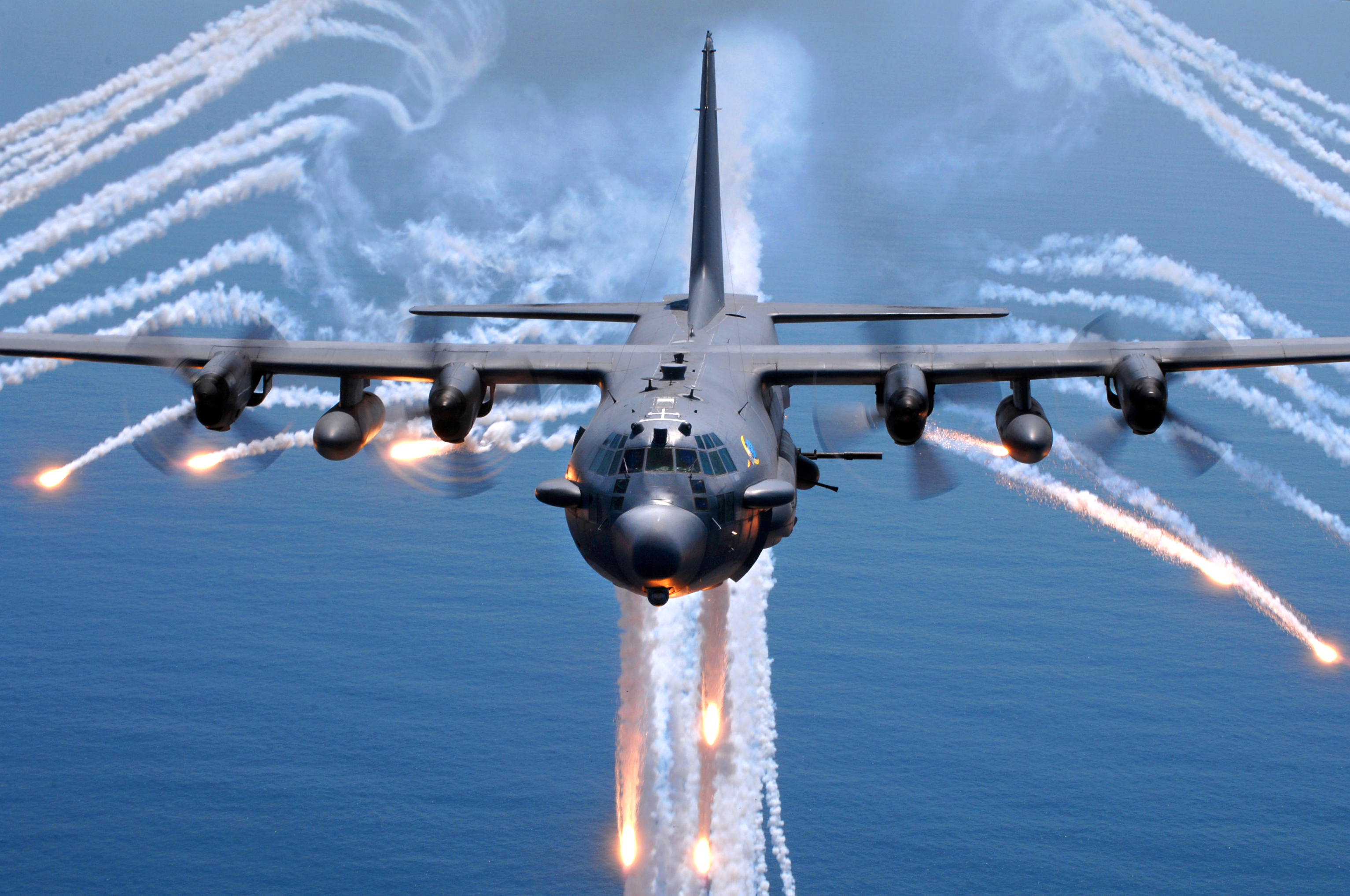
AC-130H

Маса: — 34 356 кг;
маса порожнього — 34 274 кг;
маса спорядженого — 53 230 кг (при +2,5 g);
нормальна злітна маса — 70 305 кг (за типового навантаження);
маса палива — 20 819 кг (+8506 кг в підвісному паливному баку);
об'єм паливних баків — 25 552 л (+2×5220 л ППБ);
максимальна злітна маса — 79 380 кг.
Розміри літака:
розмах крила — 40,4 м;
довжина літака — 29,7 м;
висота — 11,6 м;
площа крила — 162,1 м².
Екіпаж:
у базовій модифікації — 5 (2 пілота);
у модифікації літаючої батареї безпосередньої підтримки наземних військ — 13 чол (5 офіцерів, 8 операторів обладнання і зброї).
Розміри вантажної кабіни:
довжина — 29,79 м;
ширина — 3,13 м;
висота — 2,8 м;
корисний об'єм — 128,9 м³.
Максимальне навантаження:
пасажировмісність — 92 чоловіка або 72 солдата в екіпіруванні або 64 парашутиста або 74 поранених на носилках із двома особами супроводу;
вантажопідйомність — 18 955 кг (при +2,5g): дальність польоту з вантажем 9 070 кг — 7 560 км;
навантаження — 433,7 кг/м² (за нормальної злітної маси);
тягооснащеність — 194,6 Вт/кг (за нормальної злітної маси).
Двигуни:
- Модель  — Rolls-Royce AE 2100D3;

потужність, к.с. — 4591 к.с.;
потужність, кВт. — 3424 кВт;
повітряний гвинт — шестилопатний Dowty Aerospace R391;
діаметр гвинта — 4,11 м.
- Кількість двигунів — 4 турбогвинтові.

Швидкість:
максимально припустима швидкість — 700 км/г на 3050 м;
максимальна швидкість — 645 км/год;
крейсерська швидкість — 628 км/год;
швидкість звалювання — 185 км/год;
швидкопідйомність — 10,7 м/с;
час набору висоти — 6100 м за 14 хв.
Дальність:
практична дальність — 5250 км (з вагою масою 18 144 кг);
практична стеля — 9315 м (за злітної маси 66 680 кг);
довжина розбігу — 1433 м (до висоти 15 м);
довжина пробігу — 777 м (з висоти 15 м за посадкової маси 58 967 кг).

## Модифікації C-130
- C-130A — перша модифікація на базі прототипу Lockheed Model 82.
- AC-130A Spectre — ударний літак-ганшип на базі JC-130A з чотирма 7.62-мм шестиствольними кулеметами MXU-5470 Minigun і чотирма 20-мм шестиствольними гарматами M61A1 Vulcan. Система керування зброєю на базі РЛС F-15A-1 NASAAR.
  - AC-130A Plain Jane — ударний літак з РЛС APQ-136, системою керування зброєю AWG-13.
  - AC-130A Surprise Package — ударний літак з РЛС APN-59N, APQ-133 і AVQ-17, з системою пошуку транспорту ASD-5 Black Crow, з системами телевізійного, лазерного та інфрачервоного наведення. Озброєння — дві 40-мм гармати Bofors.
  - AC-130A Pave Pronto — ударний літак з системою РЕБ ALQ-87 і двома ПУ відбивачів SUU-42A/A.
  - AC-130E Pave Aegis — ударний літак 1971 року виготовлення з двома 7.62-мм кулеметами Minigun, двома 20-мм гарматами M61A1 і двома 40-мм гарматами Bofors або 105-мм безвідкатною гаубицею.
  - AC-130E Pave Spectre I — ударний літак для знищення конвоїв з РЛС APN-59N і AVQ-17, з системою пошуку транспорту ASQ-5 Black Crow і APQ-150, з системами телевізійного, лазерного і інфрачервоного наведення, з системою визначення дальності APQ-18 і системою РЕБ ALQ-87.
- C-130A-II: позначення літаків C-130A, модифікованих для ведення електронної розвідки.
- HC-130B: позначення 12 пошукових і рятувальних літаків Берегової охорони США.
- JC-130B: позначення літаків C-130B, обладнаних для знаходження капсул, що спускаються з космосу.
- KC-130B: позначення двох літаків C-130B, переобладнаних в літаки-заправники.
- VC-130B: тимчасове позначення одного штабного літака JC-130B.
- WC-130B: позначення літаків, переобладнаних для розвідки погоди.
- C-130D: позначення літака, обладнаного лижами для використання в Арктиці чи Антарктиці.
- C-130E: третій серійний варіант літака із збільшеними внутрішніми і зовнішніми запасами пального, оснащеного турбогвинтовими двигунами Аллісон T56-A-7 потужністю 3020 кВт (4050 л.с.).
- AC-130E: позначення літаків C-130E після оснащення їх озброєнням.
- DC-130E: позначення літаків C-130E для безпілотного запуску.
- HC-130E: позначення літаків C-130E, обладнаних для доправлення екіпажа, у складі авіаційний-космічної служби порятунку.
- JC-130E: тимчасове позначення одного літака C-130E для випробувань.
- MC-130E: позначення літаків HC-130E після переобладнання для секретного використання.
- NC-130E: тимчасове позначення одного з літаків C-130E, призначеного для випробувань.
- WC-130E: позначення літаків C-130E, призначених для розвідки погоди.
- C-130F: транспортний літак загального призначення ВМС США, аналог C-130B, поставлений спочатку під позначенням GV-1U.
- KC-130F: варіант літака-заправника для Морського корпусу США, поставлений під позначенням GV-1 і оснащений турбогвинтовими двигунами «Аллісон» T56-A-16 потужністю 3661 кВт (4910 к.с.).
- LC-130F: чотири літаки, обладнаних лижним шасі і двигунами T56-A-16, для використання в Арктиці; придбані ВМС США під позначенням UV-1L.
- C-130G: чотири транспортні літаки ВМС США; такі ж, як C-130E, але з двигунами T56-A-16.
- EC-130G: позначення чотирьох літаків C-130G після переоснащення на станцію радіорелейного низькочастотного зв'язку.
- C-130H: серійний варіант, аналог C-130E, але з удосконаленнями планера і систем і з двигунами T56-A-15, що розвивають у польоті потужність на валу 3362 кВт (4508 к.с.).
  - C-130H(CT): позначення літаків MC-130E після установки двигунів T56-A-15.
  - C-130H-MP (пізніше PC-130H): варіант літака C-130H для морського патрулювання і пошуково-рятувальних робіт.
  - C-130H(S): військовий серійний варіант літака C-130H з довшим фюзеляжем літака L-100-30.
- AC-130H: позначення літаків AC-130E після установки двигунів T56-A-15 і забезпечення можливості дозаправлення в повітрі.
- DC-130H: позначення одного літака C-130H, переобладнаного для безпілотного запуску.
- EC-130H: позначення літаків EC-130E після установки двигунів T56-A-15.
- HC-130H: рятувальний літак з радаром стеження в щільних шарах атмосфери і системою пошуку космічних екіпажів.
- KC-130H: літак-заправник.
- JHC-130H: позначення двох літаків HC-130H, переобладнаних для виявлення капсул з даними з супутників.
- VC-130H: позначення двох літаків HC-130H, переобладнаних на транспорт для особливо важливих персон (VIP).
- WC-130H: позначення 15 літаків HC-130H після переобладнання для розвідки погоди.
- C-130J: на відміну від C-130E оснащений могутнішими двигунами T56 Серії IV, двомісною кабіною з бортовою електронно-вимірювальною апаратурою (EFIS).
- C-130К: варіант з двигунами «Аллісон» T56-A-15 для ВПС Великої Британії під позначенням Геркулес C.Mk 1; варіант з подовженим фюзеляжем позначений Геркулес C.Mk 3.
- HC-130N: позначення 15 пошуково-рятувальних літаків для виявлення посадкових капсул з екіпажами.
  - HC-130P: аналог HC-130H, оснащений для дозаправлення в повітрі пошукових вертольотів.
- EC-130Q: покращений варіант літака EC-130G у ВМС США, обладнаного як релейна низькочастотна радіостанція.
- KC-130R: варіант заправника для Морського корпусу США, подоба KC-130H.
- LC-130R: позначення шести літаків C-130H у ВМС США з лижним шасі.
- RC-130S: позначення двох літаків JC-130A, обладнаних інтенсивними освітлювальними приладами для проведення пошуково-рятувальних робіт в нічний час.
- KC-130T: літак-заправник. Аналог KC-130R, але з вдосконаленою авіонікою, в тому числі інерційна навігаційна система, Омега, Такан, кольоровий радар, новий автопілот і командний пілотажно-навігаційний прилад.
  - KC-130T-30Н: літак KC-130T, але з фюзеляжем літака C-130H-30, подовженим на 4,5 м (15 футів), дозволяє збільшити місткість внутрішніх баків пального. Дві машини було поставлено в кінці 1991 р.
- AC-130U: варіант озброєного літака MC-130H для 16-ї ескадрильї спеціального призначення ПС США.
- EC-130V: переобладнаний компанією General Dynamics планер літака HC-130H. У обтічнику над фюзеляжем встановлений аеронавігаційний імпульсний пошуковий радар Хауки (AN/APS-145) для можливості вести перехоплення перевізників наркотиків.
- L-100: варіант цивільного транспортного літака C-130 з турбогвинтовими двигунами Аллісон 501-D22 потужністю на валу 3020 кВт (4050 к.с).
- L-100-20: варіант літака L-100 з подовженим на 2,54 м (8 футів 4 дюйми) фюзеляжем і турбогвинтовими двигунами Аллісон 501-D22 або 501-D22А потужністю 3362 кВт (4508 к.c.)
- L-100-30: аналог L-100-20, але з подовженим на 2,03 м (6 футів 8 дюймів) фюзеляжем. L-100F Супер Геркулес: варіант цивільного літака, оснащеного турбогвинтовими двигунами Аллісон GMA 2100, які приводили в рух шестилопатеві композиційні гвинти, забезпечували зменшення (на 17 %) витрати пального, вищу (на 15 %) крейсерську швидкість і дозволяли літаку L-100F перевозити вантаж масою 21000 кг (46300 фунтів) на відстань понад 3200 км. (1990 миль).
- НТТВ: варіант випробувального стенда високих технологій — літака L-100-20. Оснащений двигунами Аллісон 501D Серії IV потужністю на валу 3915 кВт (5250 к.с.), призначений для досліджень і розвитку польотів з укороченим зльотом і посадкою (STOL). У листопаді 1989 року літак продемонстрував після посадковий пробіг 365 м (1198 футів) з вантажем 59000 кг (130073 фунти).
- MC-130E Combat Talon I — літак Сил спеціальних операцій ПС США
- MC-130H Combat Talon II — літак Сил спеціальних операцій ПС США із збільшеним навантаженням.
- MC-130P Combat Shadow — транспортний літак Сил спеціальних операцій ПС США, розроблений на базі багатоцільового транспортного літака C-130 Hercules. Основні завдання літака — нічне постачання сил спеціального призначення, пошук і порятунок груп глибокого проникнення в тил ворога і дозаправлення вертольотів сил спеціальних операцій США. Літак прийнятий на озброєння в 1986 році. До 1996 року літак позначався як HC-130 N/P

З усіх модифікацій літака, найширше використовуються C-130H. Від літаків попередніх модифікацій вони відрізняються потужнішими турбогвинтовими двигунами T56-A-15, вдосконаленим крилом і сучасним бортовим радіоелектронним устаткуванням.

## Втрати
Станом на 1 липня 2012 року було втрачено 295 літаків військового призначення C-130 (загинуло 3103 людини) і 46 машин цивільної модифікації L-100 (загинуло 254 людини).

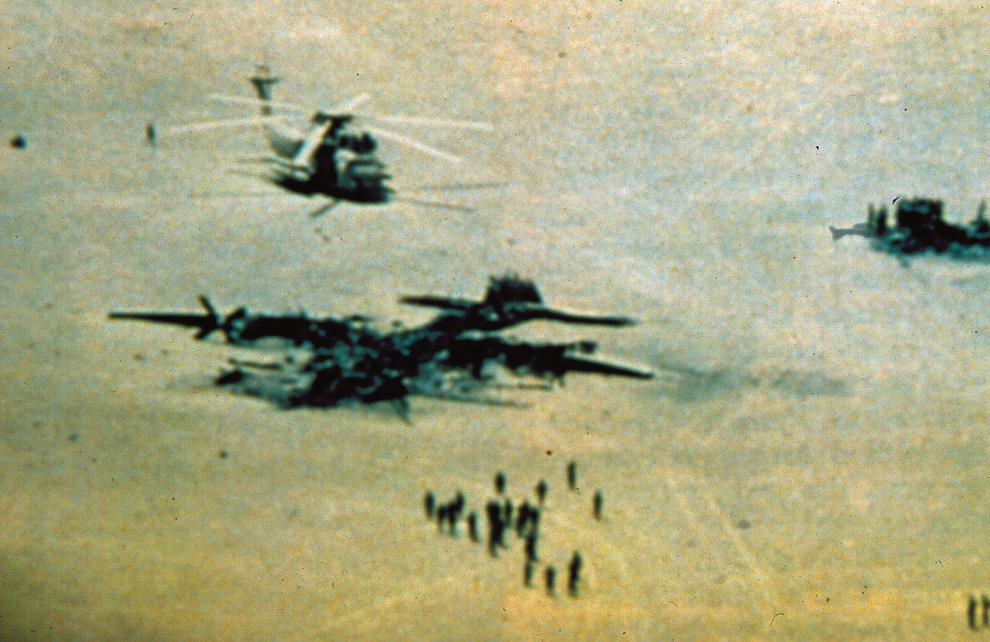
Уламки американського C-130, що зіткнувся з американським вертольотом CH-53, квітень 1980.

#### Останні трощі[4]
- 9 грудня 2019 року С-130 (с / н 4776; р/н 990) ВПС Чилі зазнав аварії на шляху до Антарктиди. На борту літака знаходилися 17 членів екіпажу і 21 пасажир. У понеділок 9 грудня 2019 року о 16:55 літак вилетів з Пунта-Аренаса на антарктичну базу імені президента Едуардо Фрея Монтальви. О 18:13 судно перестало виходити на зв'язок. За даними ВВС, персонал, що знаходився на борту, повинен був провести огляд трубопроводу, який постачає паливо на базу. Через сім годин після втрати радіоконтакту борт вважається потерпілим крах.

- 9 січня 2020 року C-130BZ (с/н 3750; р/н 403), приписаний до 28-ї ескадрильї ВПС ПАР, здійснив аварійну посадку в аеропорту Гома на сході ДРК.

- 23 січня 2020 року о 13:16 C-130 (с/н 4904; р/н N134CG) зазнав катастрофи під час гасіння пожеж у штаті Новий Південний Уельс Австралії. Всі троє членів екіпажу загинули.

- 8 червня 2020 року о 22:10 C-130H3 (с/н 5398; р/н 94-6706) ВПС США після приземлення на авіабазі «Кемп-Таджі» в Іраку викотився за межі злітної смуги і врізався в мур, що призвело до пошкодження літака і займання. Чотири пасажири постраждали.

## Країни-оператори

Країни-оператори C-130;
Поточні оператори
Колишні оператори

| - Австралія - Австрія - Алжир - Аргентина - Бангладеш - Бельгія - Болівія - Ботсвана - Бразилія - Велика Британія - Венесуела - Габон - Греція - Гондурас - Данія - Замбія - Еквадор | - Еритрея - Ефіопія - Єгипет - Ємен - Ізраїль - Індонезія - Ірак - Іран - Іспанія - Італія - Йорданія - Камерун - Канада - КНР - Колумбія - Кувейт - Ліберія | - Лівія - Малайзія - Марокко - Мексика - Нігер - Нігерія - Нідерланди - Нова Зеландія - Норвегія - ОАЕ - Оман - Пакистан - Перу - Польща - Португалія - Румунія - Саудівська Аравія | - Сінгапур - Південна Корея - ПАР - Судан - США - Таїланд - Тайвань - Туніс - Туреччина - Уругвай - Філіппіни - Франція - Чад - Чилі - Швеція - Шрі-Ланка - Японія |